# Sternalice (Opole)
Pour les articles homonymes, voir Sternalice.
Sternalice est une localité polonaise de la gmina de Radłów, située dans le powiat d'Olesno en voïvodie d'Opole.

## Histoire
De 1742 à 1945, Sternalitz fait partie de l'arrondissement de Rosenberg-en-Haute-Silésie dans le district d'Oppeln au sein de la province de Silésie.